# Timbre Tintin
Un Timbre Tintin est un chèque cadeau sous forme de timbre à découper, dans le Journal de Tintin ou sur les emballages de produits participants, et à collectionner afin de les échanger contre des produits dérivés du Journal de Tintin.

## Historique
En 1947, une compagnie suisse spécialisée dans la promotion de produits alimentaires par des systèmes de points de fidélité approche déjà Hergé en ce sens, mais aucune entente n'est conclue.
À partir du 14 décembre 1950, sous la direction de Raymond Leblanc, le timbre Tintin apparaît enfin dans le Journal de Tintin et sur l'emballage de certains produits alimentaires ; ils sont bien accueillis.
Raymond Leblanc raconte l'impact de cette campagne publicitaire:
« Cela a fait mousser le nom de Tintin dans des proportions invraisemblables. Un petit acheteur d'un coin de Wallonie ou de Flandre, achetant de la confiture Materne ou du chocolat Victoria, tombait sur le 'Timbre Tintin', le collectionnait et arrivait invariablement vers le journal, vers les albums. Cela a donc été une propagande 'par la base' »
— Raymond Leblanc, Interview de Raymond Leblanc par Didier Pasamonik, préface de L’Histoire du Journal Tintin d’Alain Lerman, Glénat, 1979.
C'est une opération commerciale où tous y gagnent : le Journal de Tintin augmente ses ventes et les entreprises partenaires touchent une nouvelle clientèle.
Pour répondre à la demande de la clientèle en produits spéciaux en échange des timbres Tintin, on développe lentement les bases de la future commercialisation des produits dérivés de Tintin. On multiplie les produits à l'emblème de Tintin et de son journal : chromos, portefeuilles, crayons, savons, papiers à lettres, chemises, papiers peints, tissus, casquettes, fanions, puzzles, jeux de société, etc. Cela permet à Hergé de réaliser de nombreux projets que les Éditions Casterman refusaient pour se concentrer sur la publication des albums des aventures de Tintin et Milou.
À partir du 21 mai 1953, la version française du Journal de Tintin a son timbre Tintin rebaptisé chèque Tintin pour des raisons légales.

## Anecdotes
La mère de Raymond Leblanc collectionnait les points Artis, ce qui a dû influencer ce dernier.
À la suite de la popularité du timbre Tintin, le Journal de Spirou a aussi son timbre Spirou.